# Комаров, Андрей Анатольевич
Андрей Анатольевич Комаров (19 сентября 1959, Москва) — советский футболист, защитник; тренер.
Воспитанник зеленоградского «Спутника». Практически всю карьеру провёл в команде второй (в 1990 году — второй низшей) лиги «Красная Пресня»/«Асмарал» Москва — в 1980—1987, 1989—1991 годах сыграл 306 игр, забил 23 мяча. В 1990 году, до мая — главный тренер команды, потом — тренер. В 1988 году играл в команде второй лиги «Факел» Воронеж. В 1992 году — в составе клуба первого норвежского дивизиона «Фредрикстад», с которым занял последнее место в группе «А». В 1993 году играл за клуб третьего по силе дивизиона Финляндии РиПС.